# Hosapete, Sidlaghatta
Hosapete là một làng thuộc tehsil Sidlaghatta, huyện Chikkaballapur, bang Karnataka, Ấn Độ.